# Punk (mode)

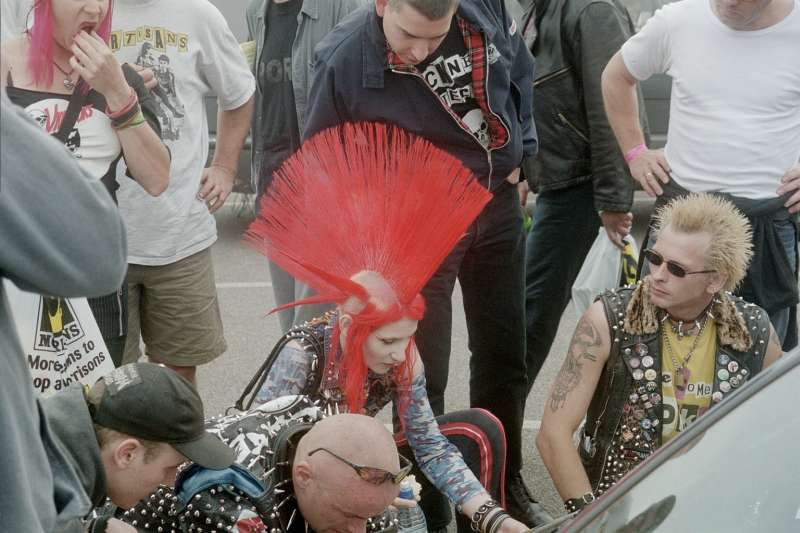
Groepje punkers tijdens het HITS Festival Morecambe 2003.

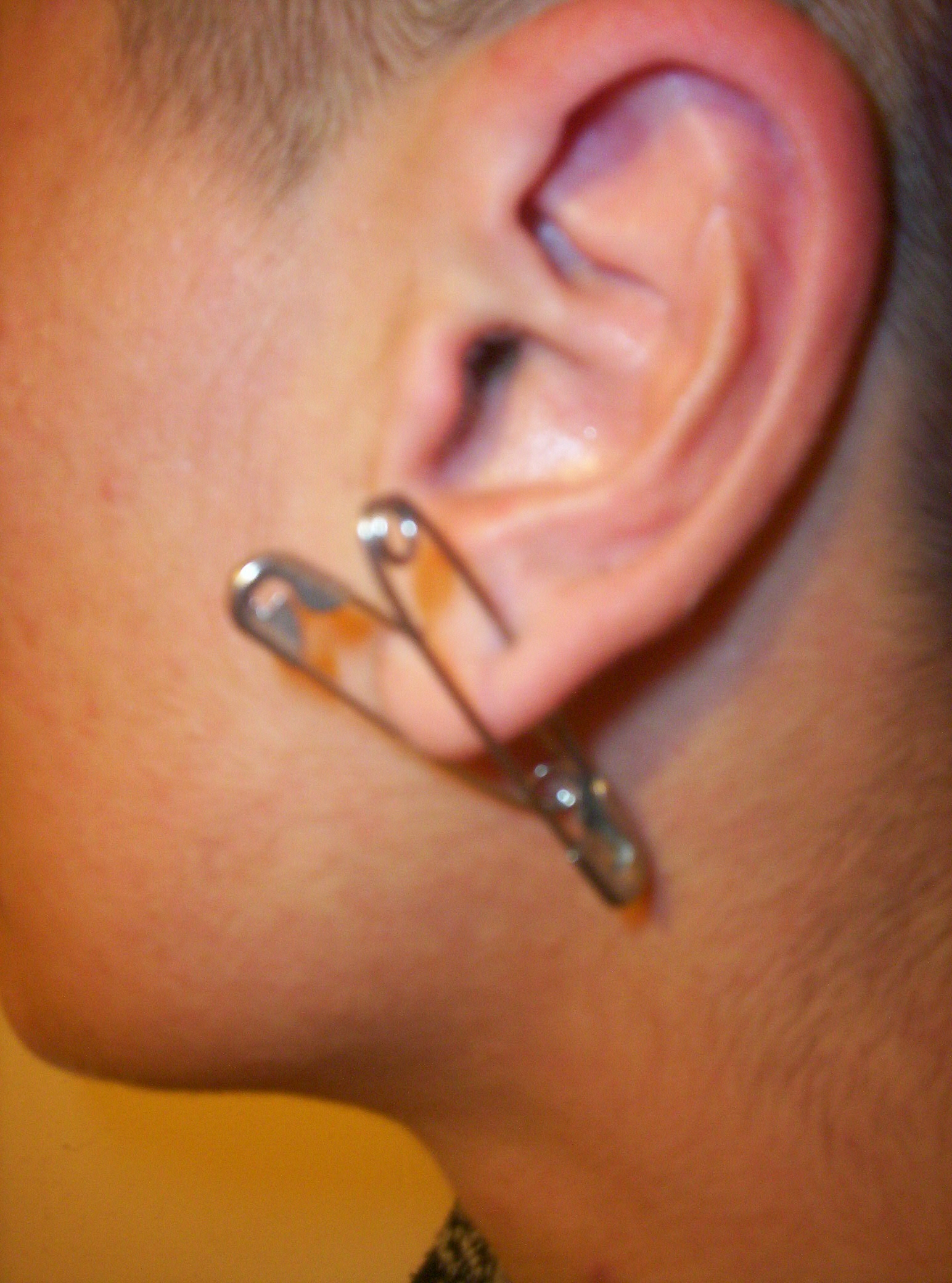
Het gebruik van veiligheidsspelden is typerend voor de punkmode.

Punk als mode betreft de kledij en accessoires die horen bij de punkcultuur.

## Geschiedenis
De punkmode werd in Engeland in de jaren zeventig voor een groot deel bepaald door modeontwerpster Vivienne Westwood en haar vriend Malcolm McLaren (muzikant, kunstenaar, kledingontwerper en manager-impresario van de Sex Pistols), die deze modecultuur propageerden vanuit hun winkel SEX aan de King's Road in Londen.

## Kenmerken
Punkkleding is voornamelijk te herkennen aan:
- veiligheidsspelden op gescheurde shirts of broeken;
- het gebruik van make-up op het lichaam en/of gezicht, vooral zwarte oogschaduw, maar ook andere kleuren, meestal verwijzend naar oorlogskleuren die gebruikt werden in oude tribale systemen;
- gebruik van kettingen, hangslotjes en veel 'studs';
- het anarchismesymbool (een A in een cirkel) dat op kledingstukken wordt gestift of genaaid;
- strakke broeken met opvallende prints erop, soms binnenstebuiten gedragen, evenals andere kledingstukken;
- leren jassen met buttons of afbeeldingen van punkbands, of met in verf aangebrachte (politieke) kreten erop;
- het dragen van militaire kleding, zoals de broeken en patroonbanden, het legerschoeisel, legerkisten of Dr. Martens (uit Engeland) of stevige laarzen;
- nethemden en netkousen;
- kleding met tartan, een typisch Schots ruitpatroon;
- prints van huiden van tijgers, luipaarden en dergelijke.

Verder is er ook een duidelijk verschil tussen Europese/Engelse en Amerikaanse punkklederdracht: vooral de periode 1981-1986 was meer 'mainstream' in Amerika, vooral door de glamrockachtergrond in Engeland en door de ontwikkeling binnen de muziekwereld.
De haardracht is fluorescerend, zwart, wit, rood of groen geverfd haar. Vooral de hanenkammen, in het Engels Mohawk genoemd, naar het gelijknamige indianenvolk, waren populair. Verder waren ook gekleurde lokken haar en asymmetrische snit populair. 
Een aantal elementen van punkkleding komt ook voor bij gothickledij.

## Sociologische impact
Punks proberen voornamelijk door hun kledingstijl te laten zien dat ze 'tegen mainstream/doorsnee zaken zijn'. Ze zetten zich af tegen de gevestigde orde en distantiëren zich van mensen die de maatschappij blindelings en klakkeloos volgen. Ze proberen daarentegen op te vallen en hun mening te uiten. Om op te vallen, is de kleding vaak erg extreem.

## Gemeentemuseum Den Haag
Het Gemeentemuseum Den Haag heeft in de jaren 80 een tweetal punkoutfits aan de collectie toegevoegd, die in 2004 tijdens de tentoonstelling "Van Chanel tot Punk" weer werden getoond.